# Coelogynopora poaceaglandis
Coelogynopora poaceaglandis är en plattmaskart som beskrevs av Riser 1981. Coelogynopora poaceaglandis ingår i släktet Coelogynopora och familjen Coelogynoporidae. Inga underarter finns listade i Catalogue of Life.